# Convocações para o Campeonato Africano das Nações de 2019
Esta página apresenta os jogadores convocados para o Campeonato Africano das Nações de 2019. Cada uma das 24 seleções participantes tem o direito de convocar 23 jogadores — três dos convocados precisam ser goleiros.

## Grupo A

### Egito
Treinador:  Javier Aguirre
Convocação anunciada em 11 de junho de 2019. Em 26 de junho, o meio-campista Amr Warda foi acusado de assédio sexual e chegou a ser expulso da seleção, porém foi reintegrado ao elenco 2 dias depois.

### República Democrática do Congo
Treinador:  Florent Ibengé
Convocação anunciada em 11 de junho de 2019.

### Uganda
Treinador:  Sébastien Desabre
Convocação anunciada em 11 de junho de 2019.

### Zimbábue
Treinador:  Sunday Chidzambwa
Convocação anunciada em 10 de junho de 2019. Em 19 de junho, Lawrence Mhlanga foi convocado para substituir Tafadzwa Kutinyu, cortado por lesão.

## Grupo B

### Burundi
Treinador:  Olivier Niyungeko
Convocação anunciada em 12 de junho de 2019.

### Guiné
Treinador:  Paul Put
Convocação anunciada em 13 de junho de 2019. Em 18 de junho, Alhassane Bangoura foi convocado para substituir Baïssama Sankoh, afastado por uma lesão.

### Madagáscar
Treinador:  Nicolas Dupuis
Convocação anunciada em 12 de junho de 2019.

### Nigéria
Treinador:  Gernot Rohr
Convocação anunciada em 10 de junho de 2019.

## Grupo C

### Argélia
Treinador:  Djamel Belmadi
Convocação anunciada em 30 de maio de 2019. Em 13 de junho, Andy Delort foi convocado para substituir Haris Belkebla, afastado por "comportamento impróprio".

### Quênia
Treinador:  Sébastien Migné
Convocação anunciada em 11 de junho de 2019.

### Senegal
Treinador:  Aliou Cissé
Convocação anunciada em 12 de junho de 2019.

### Tanzânia
Treinador:  Emmanuel Amunike
Convocação anunciada em 13 de junho de 2019.

## Grupo D

### África do Sul
Treinador:  Stuart Baxter
Convocação anunciada em 9 de junho de 2019.

### Costa do Marfim
Treinador:  Ibrahim Kamara

### Marrocos
Treinador:  Hervé Renard
Convocação anunciada em 11 de junho de 2019. Abderrazak Hamdallah foi substituído por Abdelkrim Baadi, e Manuel da Costa, que também chegou a ser cortado por lesão e trocado por Achraf Dari, voltou ao time.

### Namíbia
Treinador:  Ricardo Mannetti
Convocação anunciada em 10 de junho de 2019.

## Grupo E

### Angola
Treinador:  Srđan Vasiljević
Convocação anunciada em 12 de junho de 2019.

### Mali
Treinador:  Mohamed Magassouba
Convocação anunciada em 15 de junho de 2019.. Dois jogadores com o mesmo nome (Adama Traoré) e nascidos em junho de 1995, foram convocados - o atacante (nascido em 5 de junho) passou a ser Adama Traoré I e o meio-campista (que nasceu no dia 28 do mesmo mês) é chamado por Adama Traoré II.

### Mauritânia
Treinador:  Corentin Martins

### Tunísia
Treinador:  Alain Giresse

## Grupo F

### Benim
Treinador:  Michel Dussuyer

### Camarões
Treinador:  Clarence Seedorf
Convocação anunciada em 11 de junho de 2019.

### Gana
Treinador:  James Kwesi Appiah
Convocação anunciada em 10 de junho de 2019.

### Guiné-Bissau
Treinador:  Baciro Candé

## Estatísticas
- Jogadores mais velhos: Naby Yattara (goleiro da Guiné), Jérémy Morel (lateral-zagueiro de Madagáscar), Faneva Imà Andriatsima (atacante da mesma seleção), Aggrey Morris (zagueiro da Tanzânia), Mateus (atacante de Angola), Idriss Carlos Kameni (goleiro de Camarões) e Stéphane Sessègnon (meio-campista do Benim), todos com 35 anos (Yattara, nascido em janeiro de 1984, é o mais velho)
- Jogadores mais novos: Mohamed Amissi (atacante do Burundi), Marc Lamti (zagueiro da Tunísia), Rodrigue Kossi (volante do Benim) e Edimar (goleiro da Guiné-Bissau), todos com 18 anos (Lamti, nascido em 2001, é o mais novo)
- Capitão mais velho: Stéphane Sessègnon (meia-atacante do Benim), Faneva Imà Andriatsima (atacante de Madagáscar) e Mateus (atacante de Angola), todos com 35 anos (Sessègnon, nascido em 1 de junho de 1984, é o capitão mais velho da competição)
- Capitão mais novo: Naby Keïta (meio-campista da Guiné), com 24 anos
- Jogador com mais convocações (até o primeiro jogo): Asamoah Gyan (meio-campista de Gana), com 106 partidas
- Maior artilheiro (até o primeiro jogo): Mohamed Salah (atacante do Egito), com 39 gols
- País com mais jogadores convocados: França (87 jogadores)
- Clube com mais jogadores convocados: Primeiro de Agosto (8 jogadores)